# Черкасы (Львовская область)
Черкасы (укр. Черкаси) — село в Щирецкой поселковой общине Львовского района Львовской области Украины.
Население по переписи 2001 года составляло 312 человек. Занимает площадь 0,39 км². Почтовый индекс — 81176. Телефонный код — 3230.